# Mona Fong
Mona Fong Yat-wah, Lady Shaw, nascida Li Menglan (Xangai, 27 de julho de 1934 - Hong Kong, 22 de novembro de 2017) foi uma produtora de cinema e televisão de Hong Kong. Ela alcançou fama como uma das cantoras e artistas de discoteca mais populares em Singapura e Hong Kong nos anos 50, especialmente fazendo covers em inglês dos maiores sucessos da época. Ela se casou com o magnata da mídia Sir Run Run Shaw (seu segundo casamento) e tornou-se vice-presidente e gerente geral da Shaw Brothers Studio e Television Broadcasts Limited (TVB).
Fong produziu mais de cem filmes, o último dos quais foi Drunken Monkey em 2002. A partir de 1º de janeiro de 2009, ela foi nomeada Gerente Geral da TVB. Fong se aposentou em 2012.

## Gravações
Um de seus álbuns de Hong Kong, The Voice of Mona Fong, também conhecido como Mona Fong Meets Carding Cruz, contou com arranjos de Celso Carrillo e das canções "Karoi Sakurambo", "Millionaire", "Wooden Heart" e "Delilah". Foi lançado pela gravadora Diamond Records de Hong Kong. Em 1968, um EP Merry Christmas foi lançado no selo Pathé. Ela também contou com Tsin Tsing e Betty Chung. Um de seus maiores sucessos originais foi o título do filme de 1966, "The Blue and the Black" (The 與 黑).